# Кобтах мак Габран
Кобтах мак Габран (др.‑ирл. Cobthach mac Gabran; вторая половина VI века) — король коннахтского септа Уи Фиахрах Айдне.

## Биография
Кобтах принадлежал к Уи Фиахрах Айдне, происхождение правителей которого возводилось к его прапрапрадеду, верховному королю Ирландии Нату И. Земли этого септа находились вблизи границы Коннахта с Мунстером.
Кобтах мак Габран упоминается только в средневековых генеалогических трактатах. В «Баллимотской книге» его отцом ошибочно называется Гоибненн мак Конайлл, первый исторически достоверный король Уи Фиахрах Айдне. В действительности же, Кобтах был сыном Габрана, брата Гоибненна, о чём правильно сообщается в трактате из рукописи «Rawlinson B 502».
Какие-либо сведения о Кобтахе мак Габране в ирландских анналах отсутствуют. В связи с этим даты его правления точно неизвестны. Вероятно, Кобтах не мог получить власть над Уи Фиахрах Айдне ранее 538 года, когда в анналах правителем этого септа был назван Гоибненн мак Конайлл. Предполагается, что Кобтах скончался не позднее 601 года, так как в это время Уи Фиахрах Айдне уже правил его сын и, вероятно, наследник Колман.